# بیجلا

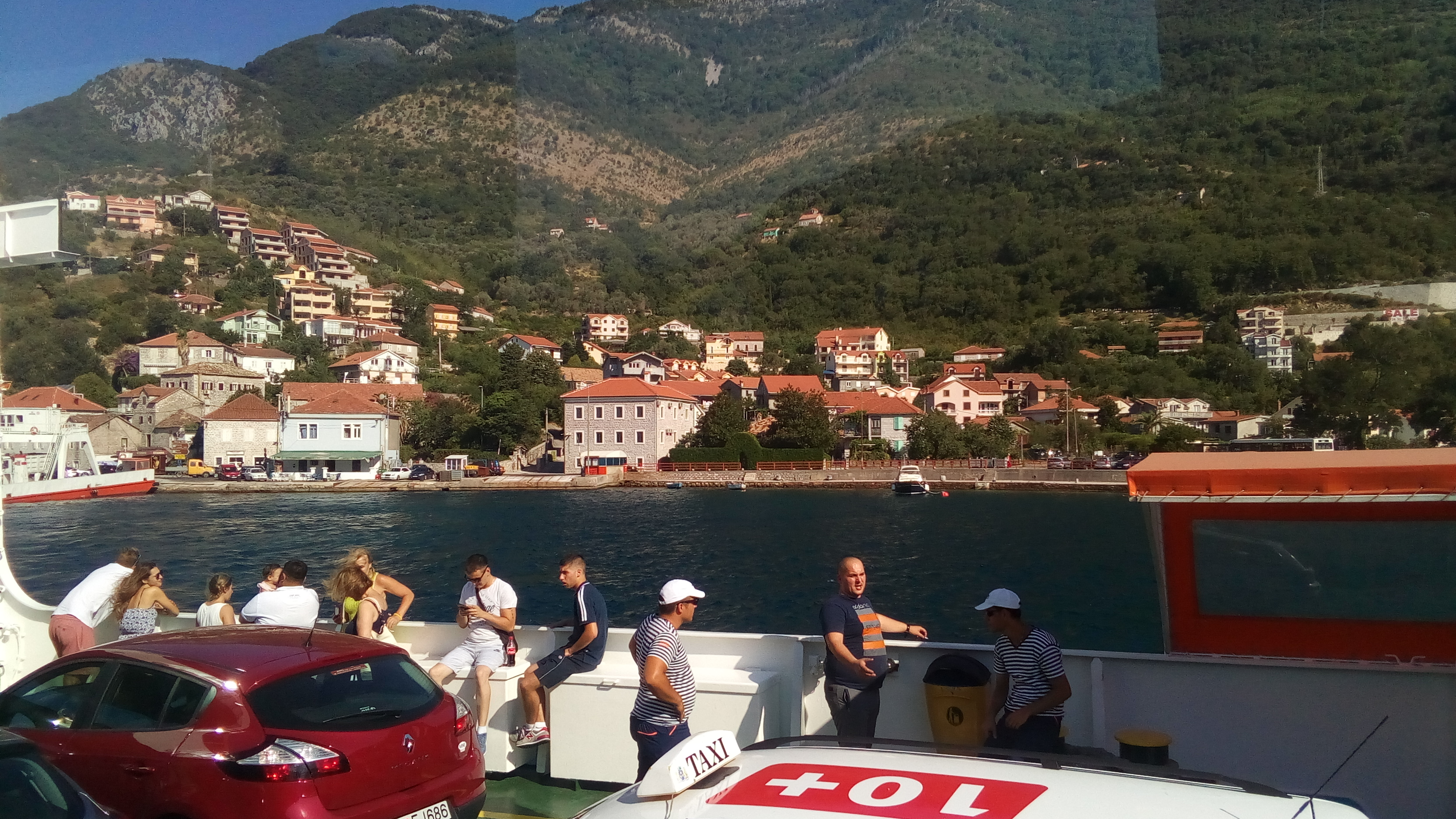
شهر بیجلا در کشور مونته نگرو

شهر بیجلا (به روسی: Бијела) در کشور مونته‌نگرو واقع شده‌است. جمعیت این شهر ۴٫۰۴۲ نفر  است.